# Musca tempestiva
Musca tempestiva är en tvåvingeart som beskrevs av Fallen 1817. Musca tempestiva ingår i släktet Musca och familjen husflugor. Arten är reproducerande i Sverige. Inga underarter finns listade i Catalogue of Life.